# 1140 Avenue of the Americas
1140 Avenue of the Americas alternativt 1140 Sixth Avenue är ett höghus som ligger utmed gatan Avenue of the Americas/Sixth Avenue på Manhattan i New York, New York i USA.
Byggnaden uppfördes 1926 som en fastighet för kontorsverksamhet. Den har 22 våningar.